# 会社員生活
『会社員生活』（かいしゃいんせいかつ）は、1929年（昭和4年）10月25日公開の日本映画である。松竹キネマ製作・配給。監督は小津安二郎。モノクロ、スタンダード、サイレント、57分。
前作『大学は出たけれど』と同様に、金融恐慌の影響で不況による失業問題を背景にサラリーマンの哀歓を描いた作品で、まだ2年のキャリアだった小津はベテランの村田実と比較された。オープニングには後年の小津作品では見られないオーバーラップが使用されている。突貫小僧の名で活躍する子役の青木富夫の映画デビュー作でもある。初回興行は帝国館。現在、脚本・ネガ原版・上映用プリントのいずれも散逸している。

## あらすじ
塚本は、妻が彼のボーナスに期待しているため、自分がクビになったことを話せない。塚本の友人は、彼の家を訪ねて自分の会社を勧めに来るが、事情を知らない妻は断る。その後、塚本の会社の同僚が訪ねて来て、塚本を復職させようとしていることを告げる。真実を聞かされた妻は激怒するが、友人のとりなしで解決する。

## スタッフ
- 監督・原案：小津安二郎
- 脚本：野田高梧
- 撮影：茂原英雄

## キャスト
- 塚本信太郎：斎藤達雄
- 妻福子：吉川満子
- 長男：小藤田正一
- 次男：加藤精一
- 三男：青木富夫
- 四男：石渡暉明
- 友人岡村：坂本武